# Supakit Prateng
Supakit Prateng (thailändisch ศุภกิตติ์ ประเต็ง; * 9. Dezember 1999 in Nong Bua Lamphu), auch als Ko bekannt, ist ein thailändischer Fußballspieler.

## Karriere
Supakit Prateng erlernte das Fußballspielen in der Jugendmannschaft von Air Force Central. Bis 2017 spielte die Air Force in der zweiten Liga, der Thai League 2. Ende 2017 stieg der Verein in die erste Liga auf. Anfang 2018 unterschrieb er seinen ersten Vertrag bei dem in Bangkok beheimateten Verein. Mit der Air Force spielte er einmal in der ersten Liga. Am 18. März 2018 stand er in der Anfangsformation beim Heimspiel gegen den Chainat Hornbill FC. In der 34. Minute wurde er für Apiwich Phulek ausgewechselt. Mitte 2018 wurde sein Vertrag aufgelöst. Bis Ende des Jahres war er vertrags- und vereinslos. 2019 spielte er in Samut Sakhon beim Samut Sakhon FC. Für den Zweitligisten absolvierte er neun Zweitligaspiele. 2020 nahm ihn der Drittligist Sonkhla FC unter Vertrag. Mit dem Klub spielte er in Southern Region der dritten Liga. Am Ende der Saison feierte er mit dem Klub die Meisterschaft der Region. In den Aufstiegsspielen zur zweiten Liga konnte sich Songkla nicht durchsetzen. Zu Beginn der Saison 2021/22 unterzeichnete er einen Kontrakt beim Drittligisten Muang Loei United FC. Mit dem Verein aus Loei spielte er 29-mal in der North/Eastern Region der dritten Liga. Zu Beginn der Saison 2023/24 wechselte er zum in der Bangkok Metropolitan Region spielenden Drittligisten Inter Bangkok FC. Nach acht Ligaspielen wurde sein Vertrag im Sommer 2024 nicht verlängert.

## Erfolge
Songkhla FC
- Thai League 3 – South: 2020/21